# فراس العجلوني

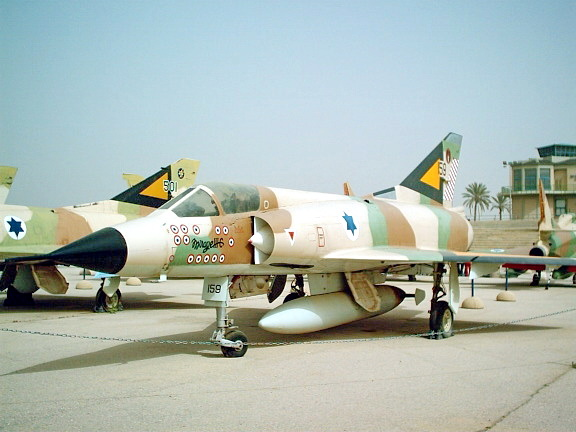
طائرة الميراج III التي استخدمها الإسرائيليون في حرب 1967

فراس العجلوني (1936-1967)، هو طيار أردني برتبة رائد استشهد في قاعدة المفرق الجوية (قاعدة الملك حسين) في حرب حزيران.

## النشأة
ولد الرائد طيار في عنجرة، عجلون في إمارة شرق الأردن عام 1936. بعد أن انهى دراسته الثانوية التحق بسلاح الجو الملكي الأردني ليكون طيارا مقاتلا عام 1954. تلقى تدريباته العسكرية الأولية في الأردن ثم أرسل إلى بريطانيا في عدة دورات. ترقى في مناصبه حتى أصبح برتبة رائد وأصبح قائد سرب. أستشهد الرائد طيار قائد سرب طائرات الهوكر هنتر في قاعدة المفرق الجوية (قاعدة الملك حسين) في حرب حزيران.

## استشهاده
تمكن الأردنيون الباقون من الانتقال إلى القاعدة الجوية الرابضة على الحدود الأردنية العراقية. وفور وصولهم، وفرت لهم القوات الجوية العراقية عددا كافيا من طائرات الهوكر هنتر. بعد ظهر يوم 5 يونيو، قامت ثلاث قاذفات قنابل إسرائيلية من طراز فوتور بمهاجمة القاعدة الجوية العراقية هاء 3، أقرب القواعد الجوية العراقية لإسرائيل وملجأ للطائرات الأردنية التي هربت من التدمير واسع النطاق الذي أحاق بسلاح الجو الأردني في صبيحة ذلك اليوم. بالرغم من اعتراض جوي من طائرتين عراقيتين من طراز ميغ-21، فقد تمكنت الطائرات الإسرائيلية من تدمير ست طائرات ميغ-21، ثلاث هوكر هنتر وطائرة نقل. وفي 6 يونيو، عادت أربع طائرات إسرائيلية من طراز فوتور، مصحوبة بطائرتي ميراج إلى القاعدة العراقية هاء 3 بعد ورود أنباء عن وصول المزيد من الطائرات ميغ-21 إلى القاعدة. وفي اشتباك جوي أسقطت الطائرات الإسرائيلية طائرة ميغ وطائرتي هنتر، احداهما بطائرة فوتور، كما قامت الطائرات الإسرائيلية بتدمير خمس طائرات عراقية أخرى على الأرض. الغارة الثالثة كانت في يوم 7 يونيو بعد تصعيد العراق لهجماته الجوية ضد إسرائيل. اتجهت أربع قاذفات قنابل فوتور وأربع مقاتلات ميراج إلى القاعدة هاء 3 واشتبكت مع الطيران العراقي ليتكبد سلاح الجو الإسرائيلي أكبر خسائره فداحة في حرب 1967، فقد أسقطت المقاتلات العراقية ثلاث طائرات مقاتلة إسرائيلية، هم طائرتي فوتور وطائرة ميراج. خسر الطيران العراقي في المعركة الجوية طائرة ميغ-21 وطائرتي هوكر هنتر.[5] وقد تمكن طياران إسرائيليان من القفز بالمظلات ليتم تبادلهم لاحقاً مقابل 428 أسير أردني.

## في ذكراه
سمي شارع في إربد باسمه، سمي ميدان باسمه في عمّان،  وسميت مدرسة باسمه في عمّان،  كما صدر كتاب للصغار عنه في عمّان بعنوان أسد فوق حيفا، كتبته الكاتبة الفلسطينية روضة فهيم محمد الفرخ، أصدرته دار كندة،1986؛.